# Chung Li-ho
Chung Li-ho ou Zhong Lihe (15 décembre 1915 - 4 août 1960) est un écrivain taïwanais. 
Un musée lui est consacré dans la ville de Meinong dans le sud de l'ile.
L'astéroïde (237187) Zhonglihe porte son nom.